# Walckenaeria coreana
Walckenaeria coreana este o specie de păianjeni din genul Walckenaeria, familia Linyphiidae. A fost descrisă pentru prima dată de Paik, 1983. Conform Catalogue of Life specia Walckenaeria coreana nu are subspecii cunoscute.